# Caprichromis orthognathus
Caprichromis orthognathus är en fiskart som först beskrevs av Trewavas, 1935.  Caprichromis orthognathus ingår i släktet Caprichromis och familjen Cichlidae. IUCN kategoriserar arten globalt som livskraftig. Inga underarter finns listade.